# Histoires de bus
Pour plus de détails, voir Fiche technique et Distribution.
Histoires de bus est un court métrage d'animation québécois réalisé par Tali, sorti en 2014. Il remporte le prix du jury junior au festival international du film d'animation d'Annecy 2014.

## Synopsis
Rêvant de rouler paisiblement sur les chemins de campagne, une femme devient chauffeuse d'autobus scolaire dans les Cantons-de-l’Est. Sa vision idyllique du métier est toutefois mise à mal et les jolies routes sinueuses sont un réel défi avec un embrayage récalcitrant.

## Fiche technique
- Titre : Histoires de bus
- Réalisation : Tali
- Scénario : Tali
- Musique : Jean-Pierre Chansigaud et Olivier Calvert
- Animateur : Tali
- Montage : René Roberge
- Producteur : Julie Roy
- Production : Office national du film du Canada
- Pays :  Canada
- Durée : 10 minutes et 40 secondes
- Date de sortie :
  -  France : 10 juin 2014

## Récompenses et distinctions
En 2014, le film reçoit le prix du jury junior pour un court métrage au Festival international du film d'animation d'Annecy. La même année, il reçoit le Prix Animé TVA au Festival du cinéma international en Abitibi-Témiscamingue.